# اد سیستم زدوی‌وی‌زد
اد سیستم زدوی‌وی‌زد (انگلیسی: Ed' System ZVVZ) یک تیم دوچرخه‌سواری در کشور جمهوری چک بود.
این تیم در سال ۱۹۹۶ تاسیس و در سال ۲۰۰۵ منحل شده است.